# Graphium ridleyanus
Graphium ridleyanus is een vlinder uit de familie van de pages (Papilionidae). De wetenschappelijke naam van de soort is voor het eerst geldig gepubliceerd in 1843 door Francis Buchanan White.

## Verspreiding en leefgebied
Deze vlindersoort komt voor van Sierra Leone tot Zambia en Angola in de tropische regenwouden.